# 시리어스 게임
시리어스 게임(영어: serious game)은 오락성만을 목적으로 하지 않고, 교육, 의료 용도와 같은 사회 문제의 해결을 주목적으로 하는 컴퓨터 게임 장르이다. 이러한 용도에 독점적으로 사용하는 의도로 개발된 게임을 가리키며, 광의에는 시리어스 게임으로서 이용 가능한 일반 게임도 포함한다. 대한민국에서는 기능성 게임이라고 번역되기도 하는데, 기능성 게임과는 달리 시리어스 게임에는 아트 게임과 같이 기본적 목적을 가진 게임도 포함하고 있기 때문에 완전히 일치하지 않는다.

## 같이 보기
- 경영 시뮬레이션 게임
- 게임 학습
- 게임화
- 학습객체